# In vernalis temporis
In vernalis temporis er en ode forfattet af Morten Børup ca. 1500. Sangen er dog en gendigtning eller nyfortolkning af en ældre tekst. Den blev i 1895 oversat til dansk af Fr. Moth under titlen "Frydeligt med jubelkor". Melodien findes første gang nedskrevet i den finske nodesamling "Piae cantiones" fra 1582,[kilde mangler] men er ældre end fra år 1500.
Om denne ode (også kaldet majvise) skriver teologen Erasmus Laetus (også kaldet Rasmus Glad): "...foruden mange skuespil skrev han (Morten Børup) en dejlig ode til den yndige forårstids komme, som han lod disciplene (på Aarhus Katedralskole) synge, når de den første dag i maj bragte vårens første blomster og blade ind i byen."
Oden er i dag Aarhus Katedralskoles skolesang, og bruges blandt andet ved juleafslutningen og dimissionen hvert år, og spilles hver dag fra klokketårnet på Aarhus Rådhus.
"Frydeligt med jubelkor" optræder i Højskolesangbogen som nr. 282 og Den Danske Salmebog som salme nr. 721.

## Teksten
| In vernalis temporis | Frydeligt med jubelkor |
| Latin | Dansk (v/ Fr. Moth) |
| In vernalis temporis ortu laetabundo, dum recessum frigoris nuntiat hirundo, terrae maris nemoris decus adest deforis renovato mundo, vigor redit corporis, cedit dolor pectoris tempore iucundo.     | Frydeligt med jubelkor hilses vårens komme, svalen melder trindt på jord: Frostens tid er omme! Land og hav og lundens træ'r herligt prydes fjernt og nær. Nye skabningsunder! Kraft på ny vort legem får, lægt er nu vort hjertesår i de glade stunder.  |
| Terra vernat floribus et nemus virore, aves mulcent cantibus et vocis dulcore, aqua tempestatibus caret, aër imbribus dulci plenus rore, sol, consumptis nubibus, radiis potentibus lucet cum calore. | Jordens rige blomsterpragt, skovens grønne smykke, fuglesangens tryllemagt fylder os med lykke. Havets storme raser ud, luften hærges ej af slud, duggens perler rene samler solens stråleglans i en dejlig perlekrans rundt på græs og grene.            |
| O quam mira gloria, quantum decus dei! Quanta resplendentia eius faciei! a quo ducunt omnia, summa ima media, formam speciei: maior haec distantia, quam sit differentia noctis et diei.              | Hvor dog Gud er god og viis! Hvor er verden fager! Hvor dog alt til Herrens pris ånd og tanke drager! Han har stort og småt på jord, urten, som på marken gror, form og farve givet. Efter nat vi dagen nu hilse vil med frejdig hu, takke Gud for livet. |